# Pontianak (folklore)
Le Pontianak, ou Kuntilanak, Langsuir, Matianak ou encore Boentianak en indonésien est une créature proche du vampire, dans le folklore malaisien et indonésien.
Les Pontianak sont des femmes mortes durant l'accouchement et qui cherchent à se venger en terrorisant les villages. Le terme est une contraction de l'expression malaisienne ou indonésienne « perempuan mati beranak » qui signifie « celle qui est morte en couches ».

## Apparence
Dans le folklore, un Pontianak annonce son arrivée par la Pleine lune et des cris de bébés. Elle prend la forme d'une superbe femme qui terrorise ou tue ceux qui s'en approchent de trop, notamment les hommes. Sa présence est parfois mise en évidence par un léger parfum floral. Dans une nouvelle de 1977 intitulée Le dossier du Consul, Paul Theroux, fait du Pontianak un esprit féminin qui a pour projet d'empêcher son mari de faire des rencontres amoureuses. Le folklore malais considère que si les cris de bébés sont doux c'est que l'esprit malfaisant est proche et inversement. Le hurlement d'un chien permettrait aussi de prévoir l'arrivée d'un Pontianak.

## Comportement
Le Pontianak tue ses victimes en creusant dans leurs estomacs avec ses griffes et en dévorant les organes. L'esprit malfaisant survit ainsi. Parfois il peut aussi se nourrir des organes sexuels de l'homme qu'il arrache de ses mains. Certains croient qu'un objet aiguisé, comme un clou, les aide à parer des attaques potentielles des Pontianaks, le clou étant utilisé pour creuser un trou à l'arrière du cou de Pontianak. Cette opération passe pour transformer le Pontianak en une belle femme, jusqu'à ce que le clou soit ôté. Le Pontianak est associé aux bananiers et son esprit passe pour s'y loger durant la journée.

## Histoire
La ville de Pontianak, en Indonésie, est ainsi nommée car la créature passait pour y hanter les lieux et les premiers habitants. La légende y survit encore.

## Langsuir
Le Langsuir est une variante du Pontianak. Populaire en Malaisie, l'esprit possède sa victime puis en suce le sang, le tuant peu à peu.